# Barnmorskegroda
Barnmorskegroda (Alytes obstetricans) är en art i familjen skivtungade grodor som tillhör ordningen stjärtlösa groddjur. Namnet syftar på att hanen tar hand om och bär på de nykläckta äggen.

## Utseende
Barnmorskegrodan är en liten, knubbig, paddliknande groda som kan nå en längd av 5,5 cm. Hanen är något mindre än honan. Huvudet är förhållandevis stort, med vertikal, springformad pupill.  Ryggen är vårtig och grön- till brun- eller brungråaktig, ofta med mörkare fläckar. Buken är vitaktig.

## Utbredning
Barnmorskegrodans utbredningsområde sträcker sig från norra halvan av  Iberiska halvön, där den förekommer i spridda populationer, Frankrike, södra Belgien, sydöstligaste Nederländerna, Luxemburg, norra Schweiz och norra till mellersta Tyskland. Den är dessutom inplanterad i Storbritannien.

## Ekologi
Barnmorskegrodan är en sällskaplig, nattaktiv art På land lever grodan i tempererade skogar, i flodbankar och murar samt i halvöknar och sluttningar med sparsam växtlighet. Ynglens utveckling sker i vatten som långsamma vattendrag, dammar och märgelgravar. De vistas från havsytan upp till 2 400 m (Pyreneerna). I Centraleuropa håller den sig dock mellan 200 och 700 m.
Den är inaktiv under vintern, från november till februari. I norra delen av utbredningsområdet kan vinterdvalan vara till mars.

### Fortplantning

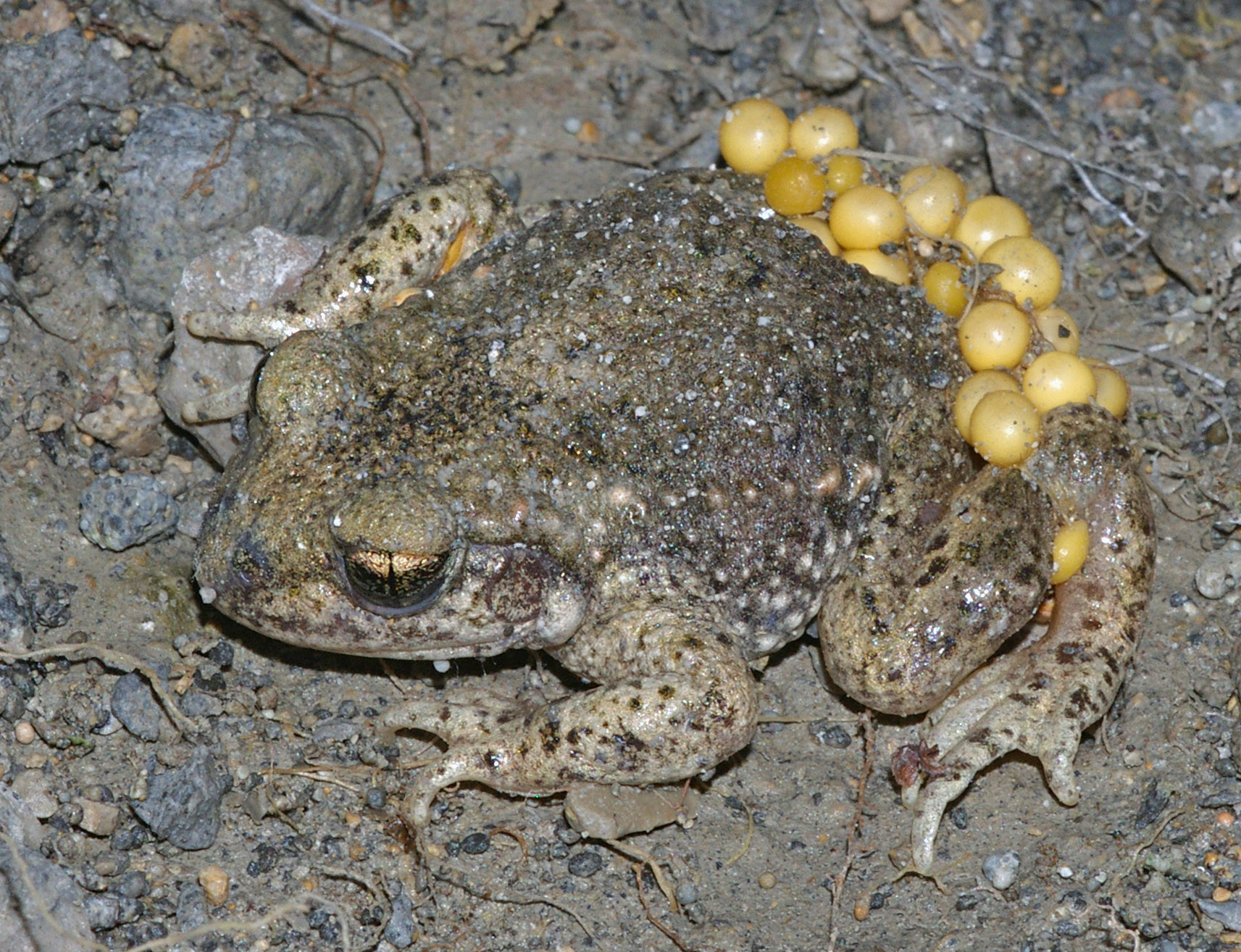
Hane med äggsamling

Barnmorskegrodan leker på land, i södra delarna av området från mars till oktober, i norra delarna vanligen endast från april till augusti. Amplexus (hanens omklamrande av honan i samband med leken) sker strax framför bakbenen. Efter äggläggningen virar hanen äggmassan runt bakbenen. Han bär dem därefter med sig tills de kläcks, och håller under tiden äggmassan fuktig genom att permanent vistas nära vatten, eller genom att regelbundet fukta dem. Äggen kläcks efter 3 till 6 veckor, varpå hanen deponerar ynglen i mindre vattensamlingar. Ynglen förvandlas nästa år, vid en längd av 5 till 8 cm.